# Le Mirabeau
Le Mirabeau es un edificio residencial en altura construido en Mónaco. Anteriormente fue un hotel de lujo, siendo ahora un edificio residencial. Se localiza en el número 1 en la Avenue Princesse Gracia en el barrio de Montecarlo. Su estructura es de hormigón, tiene 81 metros de altura y 26 pisos. Es el duodécimo edificio más alto de Mónaco.

## Historia
Fue construido por el Caroli Group. Fue construido en 1973.
Anteriormente era un hotel de lujo gestionado por la Société des bains de mer de Monaco (SBM). Los propietarios eran David y Frederick Barclay, a través de su sociedad de cartera llamada Ellerman Investments. Albergaba La Coupole, restaurante del chef Didier Aniès, que recibió una estrella en la Guía Michelin. En 2004, el edificio fue renovado por los arquitectos Ivan Brico y Ange Pecoraro. En diciembre de 2007, el hotel cerró.  En mayo de 2008, 1.000 empleados de SBM se manifestaron frente al antiguo hotel para expresar su descontento por sus supuestas malas condiciones laborales.
Fue remodelado por la empresa de construcción J.B. Pastor & Fils de 2007 a 2010, y se convirtió en un edificio residencial. Se le añadió un muro verde al edificio.